# M&H蒸留所
M&H蒸留所（えむあんどえいちじょうりゅうじょ、英語: M&H Distillery）は、イスラエルのテルアビブにあるウイスキーの蒸留所。ユダヤ教の戒律であるカシュルートに準じた製品づくりや、死海周辺の過酷な自然環境下での熟成を特徴としている。

## 歴史

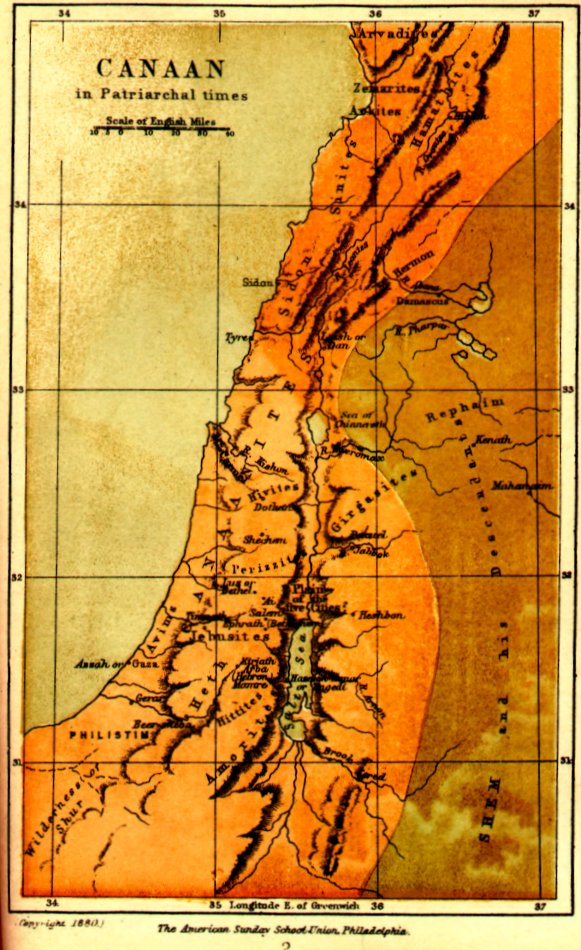
カナンの地図

M&H蒸留所は2013年にイスラエルのテルアビブで創業した。創業の場所としてテルアビブを選んだのはイスラエル国内では最もバー文化が盛んだからであった。蒸留所名の「M&H」は「Milk & Honey」を意味し、旧約聖書の一節「乳と蜜の流れる地」から名付けられたものである。創業者はガル・カルクシュタイン。蒸留開始は2014年1月で、初めての製品は2017年5月20日の世界ウイスキーデーに合わせて発売された。
イスラエルではブランデーなどの蒸留酒は造られていたもののウイスキーは造られておらず、ウイスキー造りに挑戦した理由についてM&Hの蒸留責任者であるトメル・ゴレンは「イスラエルで最初の、本格的なウイスキーを造れたら、という思いが原点です」と述べている。製造面では、カバラン蒸留所の立ち上げに関わり温暖地でのウイスキー造りに通暁しているジム・スワンをコンサルタント兼マスターディスティラーとして招聘した。

## 製造
製造能力は年間23万リットルである。ユダヤ教の戒律であるカシュルートに準じた製品づくりを行っているほか、熟成環境の違いを活かしたウイスキーづくりを行っている。また、製造方法はスコッチ・ウイスキーの基準にも準じており、原料は麦芽100％、蒸留はポットスチルを2回使用、熟成は樽で3年以上となっている。土屋守はM&Hの製造設備について「手作り感満載」と評している。

### 麦芽・仕込み・発酵

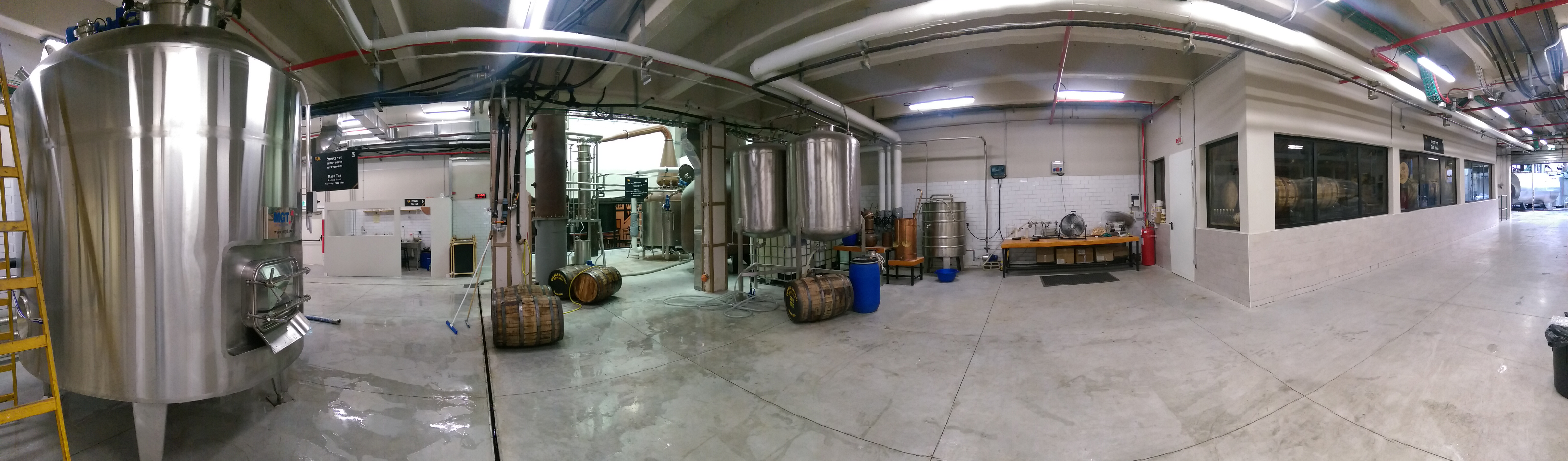
左にあるのがマッシュタン

麦芽はすべて海外から輸入しており、ノンピートのものを使用しているが、半年ごとに2週間だけピート麦芽での製造も行っている。麦芽を粉砕するミルはポ―ティアス社製のもので、初留器を購入した際のおまけで付いてきたものだという 。一度の仕込みに使う麦芽は1トンである。
マッシュタン（糖化槽）はイスラエル製のものを使っている。糖化は2回行われ、1回目は4,000リットル、2回目は2,000リットルの水が使われる。それぞれ所要時間は2時間ほど。
ウォッシュバック（発酵槽）はステンレス製のものが6基ある。容量は9000リットル 。カシュルートに則った製品づくりをしているため金曜日と土曜日は製造ができず、そのため麦汁の製造日によって発酵時間が2つのパターンに分かれている。日曜日に造られた麦汁は火曜日までの48時間発酵で、水曜日と木曜日の麦汁は96時間発酵となる。

### 蒸留

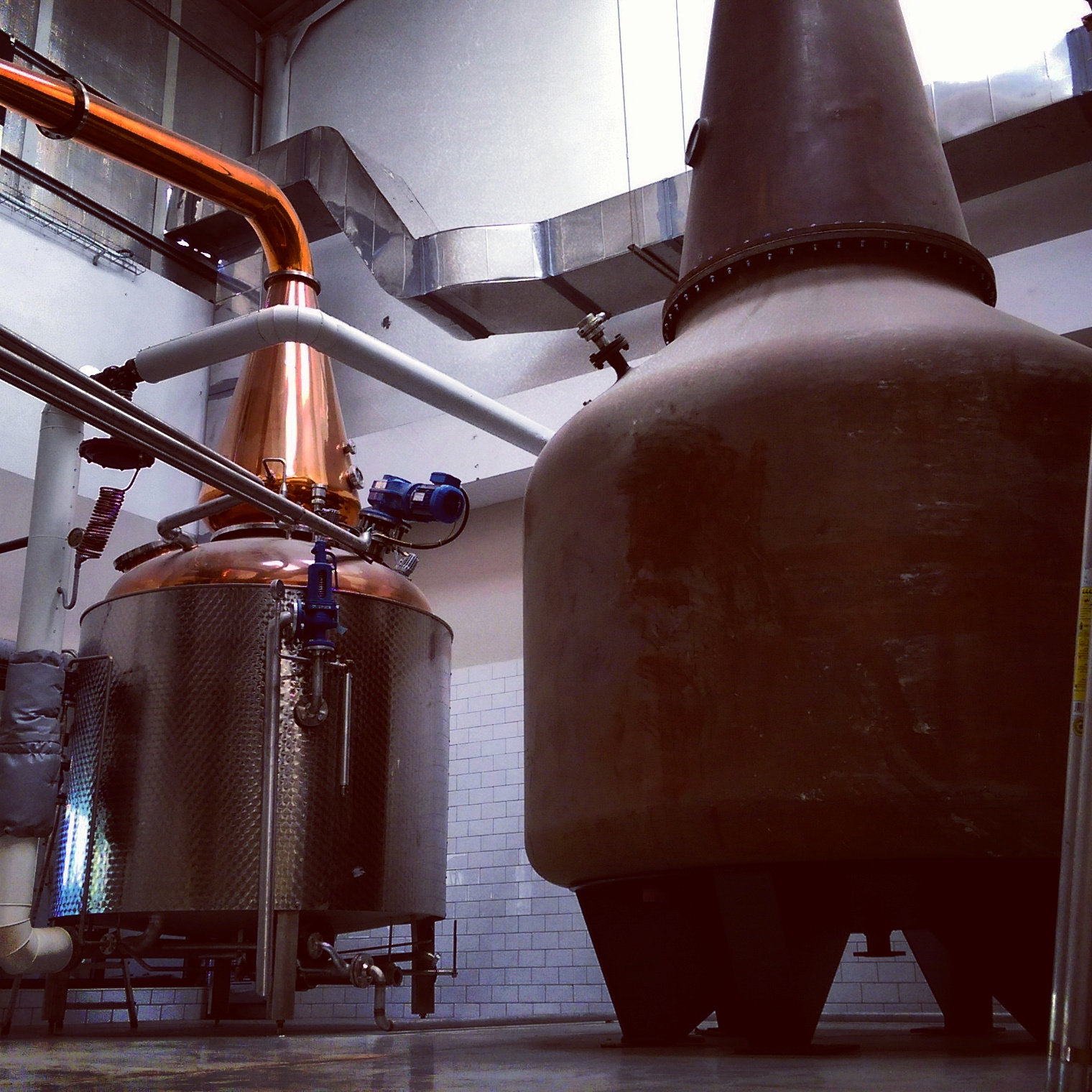
ポットスチル

ポットスチルは初留器と再留器がそれぞれ1基ずつである。蒸留回数は2回。初留器はスペイン製と思われる中古品で 、アルメニアにあったものである。容量は9,000リットル。再留器はドイツのカール社製の容量3,500リットルのものである。ラインアームはいずれも下向きである。ミドルカットは80%から70%と比較的短く、オイリーで口当たりのいい味わいの原酒造りを志向している。

### 熟成

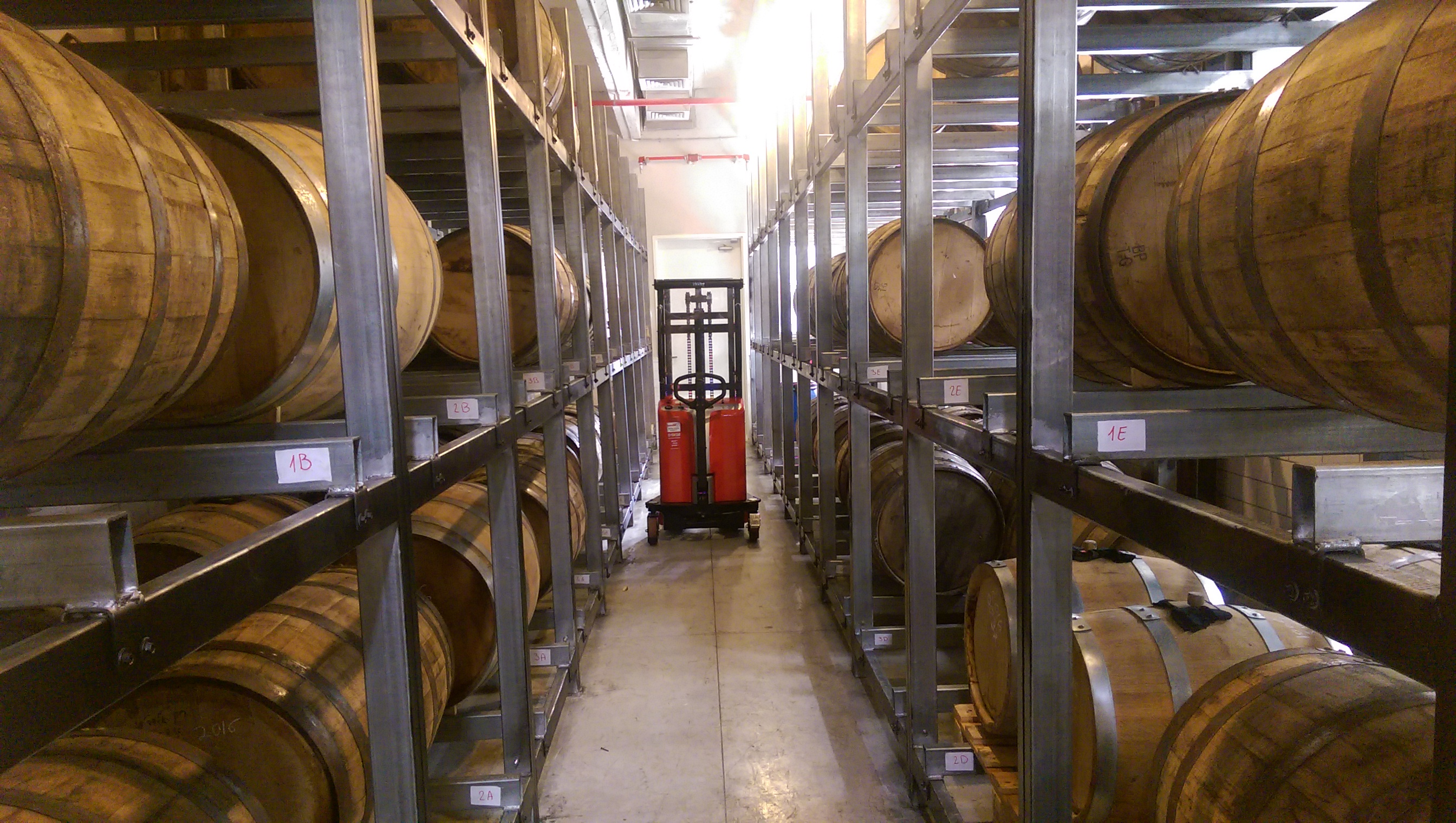
熟成庫

ジム・スワンの提案のもとで気候の違いを利用した熟成を行っており、蒸留所の位置するテルアビブの他に、死海、ネゲヴ砂漠、ガリラヤ湖、ユダヤ山脈といった多種多様な環境での熟成が行われている。
死海は海抜マイナス423メートルと地球上でもっとも標高の低い場所であり、夏の最高気温はおよそ50度で湿度も低いため、一年間の天使の分け前が25 – 30%にも及ぶ。海抜が低いため樽内の気圧が普通よりも高く、そのためウイスキーが樽材に強く押し付けられるのが特徴。死海のほとりのホテル屋上に「死海貯蔵庫」を設置し、樽をほぼ外気に晒した状態で熟成がされている。極端な熟成環境ゆえに長期熟成するとシロップや樹液のような味わいになってしまうため、M&Hの蒸留責任者トメル・ゴレンは死海での熟成はせいぜい1年が限度だと述べている。実際、死海熟成を売りにした製品「M&H エイペックス デッドシー」は死海で1年熟成し、それ以降はテルアビブに移動して熟成されている。
熟成に使う樽についてもカシュルートの制限があり、もともと樽に入っていた内容物もカシュルートに適合していなければならない。そのためワイン樽はイスラエル国内のワイナリーから調達しており、シェリー樽はスペインのワイナリーの協力のもと、カシュルートに準じたオロロソシェリーおよびペドロヒメネスシェリーでシーズニングした樽を用意している。また、ジム・スワンが開発したSTRカスクという樽を多用しているのも特徴である。

## 製品

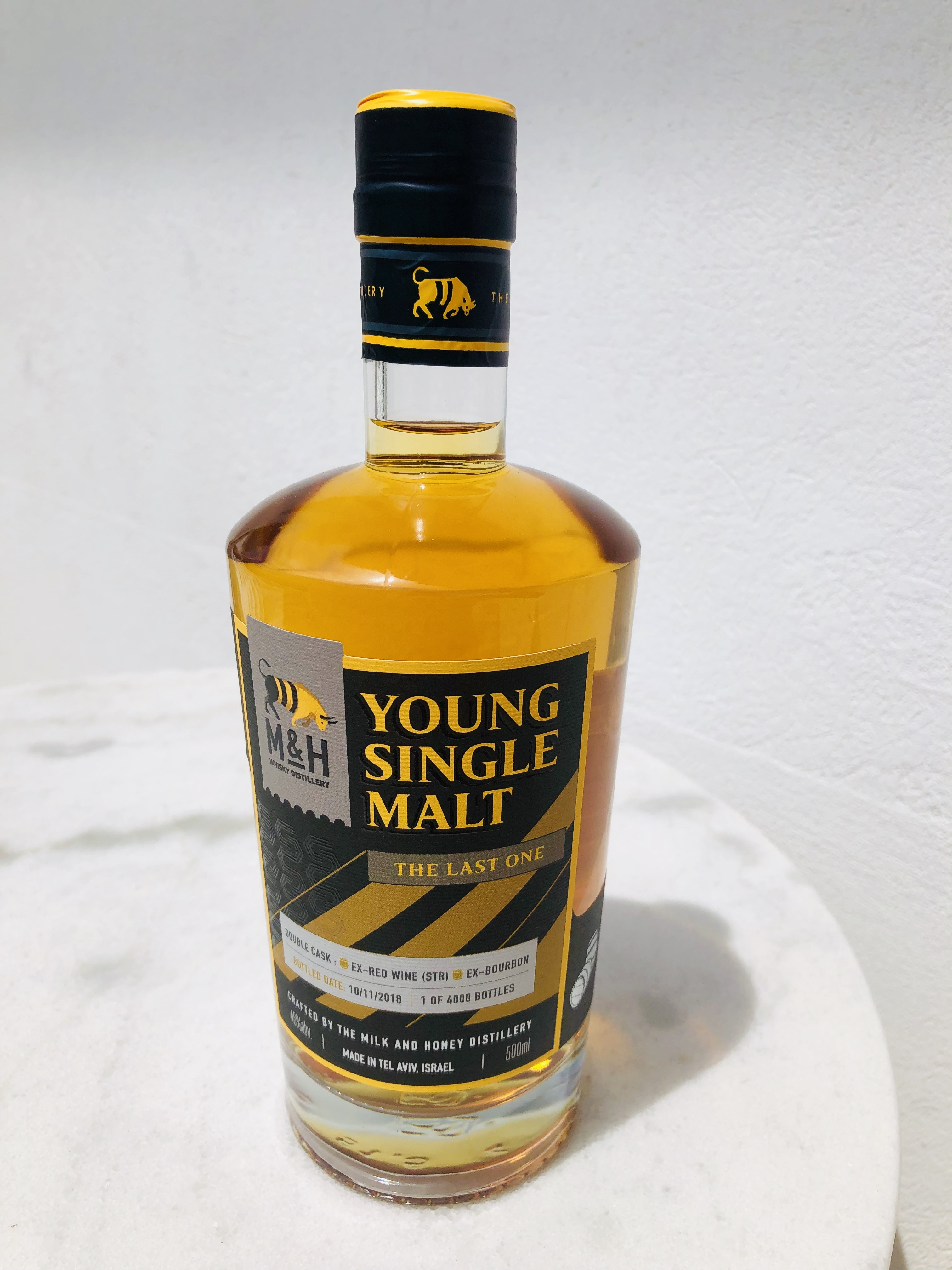
製品

製品はおおまかにスタンダードラインの「エレメンツ」シリーズと、高級ラインの「エイペックス」シリーズに大別されるほか、エントリー製品の「M&H Classic」がある。「エイペックス」シリーズにはふたつのテーマがあり、ひとつは樽使いに特色のあるもの、もうひとつは熟成場所に特色のあるものである。また、冷却濾過およびカラメル色素による着色は行われていない。
初めての製品は2017年5月20日の世界ウイスキーデーに合わせて発売された。これは225リットルのヴァージンアメリカンオークで31ヶ月熟成され、その後リフィルバーボン樽で7ヶ月熟成されたものであり、3年以上熟成されているためスコッチウイスキーの定義に適合しているものである。

## 評価

### 風味
バーテンダーの静谷和典は2022年8月時点のM&H製品5種類を飲んで「それほど寝かせているわけじゃないのに、まろやかでクリーミーですべてに樽の持ち味が上手に生かされていました」と述べているほか、全体的にシルキーな味わいと評している。
「M&H エイペックス デッドシー」について土屋守は「バランスは悪くない。スパイシーで甘さが強調されていますね」と、ウイスキーガロアテイスターの松木崇は「悪くないですが、やや無個性ですね」と述べている。

### 受賞歴
ワールド・ウイスキー・アワード2023では「M&H エレメンツ シェリーカスク」がワールドベスト・シングルモルトウイスキーを受賞している。東京ウイスキー＆スピリッツコンペティション2023では「M&H エイペックス ピーテッド 酒精強化レッドワインカスク」が最高金賞を受賞している。